# Jean Launay
Pour les articles homonymes, voir Launay.
Jean Launay, né le 24 juillet 1952 à Avesnes-sur-Helpe (Nord), est un homme politique français.
Inspecteur du Trésor de profession, Jean Launay a été le maire de Bretenoux (Lot) de 1989 à 2014. Il est élu député de la deuxième circonscription du Lot le 7 juin 1998 après la démission de Martin Malvy. Il poursuit sa tâche à l'Assemblée à la suite de ses victoires aux élections législatives de 2002, 2007 et 2012 (dès le premier tour).
Il a également été membre du conseil général du Lot de 1988 à 1994. Jean Launay préside le Comité national de l'eau (décret du 24 octobre 2012). Il est ancien président la Commission supérieure du service public des postes et des communications électroniques (CSSPPCE).

## Mandat de député
De 1998 à 2017, il est député de la 2e circonscription du Lot à l'Assemblée nationale.
Président de la Commission supérieure du service public des postes et des communications électroniques (CSSPPCE) (depuis le 27/03/2013)
Il élu le 27 septembre 2016 questeur de l'Assemblée nationale en remplacement de Marie-Françoise Clergeau, élue première questeure à la suite de Bernard Roman qui avait démissionné de son mandat le 21 juillet 2016 après sa désignation à la présidence de l'ARAFER.
Pour l'élection présidentielle de 2017, il soutient la candidature d'Emmanuel Macron et son mouvement En Marche !.

## Anciens mandats
- Membre du conseil général du Lot, élu dans le canton de Bretenoux (3 octobre 1988 - 27 mars 1994)
- Vice-président du conseil général du Lot (23 octobre 1992 - 27 mars 1994)
- Maire de Bretenoux (20 mars 1989 - avril 2014)
- Député du Lot (8 juin 1998 - 20 juin 2017)

## Parcours professionnel
- Trésorier de Massiac (1976-1980)
- Trésorier de Bretenoux (1980-1988)
- Chargé de mission auprès du trésorier-payeur général du Cantal (1988)
- Trésorier de Beaulieu-sur-Dordogne (1989-1998)

## Autres fonctions exercées
- Président du Partenariat Français pour l'Eau (mars 2016-)
- Président du Comité national de l'eau (octobre 2012- )
- Vice-président (2004-2008) puis membre du bureau, trésorier général de l’Association des maires de France (AMF) (décembre 2008- mars 2014)
- Secrétaire de la commission des finances, de l'économie générale et du contrôle budgétaire de l'Assemblée nationale (juin 2012-2013)
- Vice-président, puis membre du comité directeur de l'Association nationale des élus de la montagne (ANEM) jusqu'à juin 2017.
- Vice-président de la délégation à l'aménagement et au développement durable du territoire à l'Assemblée nationale (juillet 2002-juin 2007)

## Décoration
- Chevalier de la Légion d'honneur (14 juillet 2018)[5]